# Afrotysonia
Afrotysonia, biljni rod iz porodice boražinovki. Pripada mu tri vrste trajnica, od kojih je jedna tanzanijski endem, A. pilosicaulis, a ostale dvije u Južnoafričkoj Republici.

## Vrste
1. Afrotysonia africana (Bolus) Rauschert
2. Afrotysonia glochidiata (R.R.Mill) R.Mill
3. Afrotysonia pilosicaulis R.R.Mill